# روح‌الله جعفری
روح‌الله جعفری (زادهٔ ۲۳ دی ۱۳۵۸ در تهران) استادیار دانشگاه، کارگردان تئاتر، روزنامه‌نگار و پژوهشگر ایرانی است.

## سرگذشت
روح‌الله جعفری در زمستان ۱۳۵۸ در تهران متولد شد. او با پشت سر گذاشتن تحصیلات ابتدایی، دوران چهار سالهٔ هنرستان صدا و سیما را در رشتهٔ نمایش به پایان رساند. سپس در دانشگاه آزاد اسلامی پذیرفته شد و در رشتهٔ نمایش، گرایش ادبیات نمایشی و بازیگری و کارگردانی، ادامهٔ تحصیل داد. جعفری در رشتهٔ مدیریت و برنامه‌ریزی فرهنگی، گرایش تصمیم‌گیری و خط‌مشی‌گذاری مدیریت فرهنگی، از دانشگاه آزاد اسلامی دکتری گرفت و به تدریس پرداخت.

## کارنامهٔ هنری
جعفری سرپرست گروه تئاتر گیتی است. او در به صحنه آوردن آثارِ نمایشنامه‌نویس رومانیایی‌تبارِ فرانسوی، ماتئی ویسنی‌یک متبحر است. جعفری از این نویسنده نمایشنامه‌های اسب‌های پشت پنجره و تماشاچی محکوم به اعدام و من چه جوری ممکنه یه پرنده باشم؟ و ریچارد سوم اجرا نمی‌شود را در سالن‌های سایه و چهارسو مجموعه تئاترشهر اجرا کرده است.
او در اردیبهشت ۱۳۹۲، برای حمایت از زلزله‌زدگان بوشهر، نمایشنامه من چه جوری ممکنه یه پرنده باشم؟ را در تالار حافظ٫ با همراهی تعدادی از هنرمندان نامدار تئاتر، نمایشنامه‌خوانی کرد. همچنین برای اولین بار در سال ۱۳۹۴، اقدام به اجرای «رپرتوارِ نمایشنامه‌خوانی گروه تئاتر گیتی در حمایت از هنرمندان بیمار تئاتر» کرد و در این خصوص از بازیگرانِ مطرح و نامدار تئاتر و سینمای ایران استفاده کرد. این جلساتِ نمایشنامه‌خوانی (آنتیگونه، مکبث، باغ آلبالو، عروسی خون، شازده کوچولو، عنکبوتی در زخم و آخرین گودو) به‌مدت یک هفته در تئاترشهر برپا شد. جعفری در مرداد و شهریور ۱۳۹۸ رپرتوار نمایشنامه‌خوانی دیگری را به مدت ده روز در تماشاخانه سنگلج برپا و کارگردانی کرد. در این رپرتوار، نمایشنامه‌های (تاجماه، بلبل سرگشته، قصه طلسم حریر و ماهی‌گیر، سگی در خرمن‌جا، حالت چطوره مش‌رحیم؟، گلدونه‌خانوم، گمشدگان، آسیدکاظم، شاپرک‌خانم و لبخند باشکوه آقای گیل) خوانش شدند. همه عواید مادی این جلساتِ نمایشنامه‌خوانی به مردم سیل‌زده اختصاص داده شد.
تألیف
- پژوهشی در ترویجِ فرهنگِ تئاتر (۱۳۹۴)
- فرهنگ، تئاتر و فراغت (۱۳۹۵)
- گروه هنر ملی از آغاز تا پایان: ۱۳۳۵–۱۳۵۷ (۱۳۹۵)

کتاب گروه هنر ملی از آغاز تا پایان: ۱۳۳۵–۱۳۵۷ در ۲۱ اسفند ماه ۱۳۹۵ در موزهٔ سینمای ایران رونمایی شد. پژوهش این کتاب که بیش از ۱۲ سال به طول انجامید، از نوع کیفی است و ابزار مورد استفادهٔ پژوهشگر، مصاحبه‌های میدانی و کار کتابخانه‌ای بوده است. در این کتاب نحوهٔ شکل‌گیری و فعالیت‌های گروه هنر ملی به سرپرستی و کارگردانی عباس جوانمرد در سه دههٔ ۳۰ و ۴۰ و ۵۰ خورشیدی مورد تحقیق و پژوهش قرار گرفته است. این گروه پس از کودتای ۲۸ مرداد با برنامه و هدفمند روی نمایش ایرانی کار کرد و به آن هویت بخشید و زمینه‌ساز برای رشد افرادی چون علی نصیریان، بهرام بیضایی، احمد نوربخش، رقیه چهره‌آزاد، جمشید لایق، پری امیرحمزه، نصرت پرتوی (همسر عباس جوانمرد)، حسین کسبیان، فیروز بهجت محمدی، محمود دولت‌آبادی، بهزاد فراهانی و بسیاری دیگر شد. برای هرچه علمی‌تر و مستند بودن این پژوهش، نویسنده طی سال‌ها مشغول به جمع‌آوری مدارک بسیاری منجمله عکس و سند از کتابخانه‌ها و کتابفروشی‌ها و آرشیو روزنامه‌ها و مجلات و ماهنامه‌های قبل از انقلاب و همچنین آرشیوهای شخصی هنرمندان گروه در داخل و خارج ایران که در قید حیات بودند شده و با آنها ملاقات حضوری و گفتگوهای تلفنی و نیز نشست‌های پژوهشی داشته و کلیه این مدارک را مورد بررسی قرار داده است. در این کتاب بسیاری از جریان‌های هنری در عرصهٔ نمایش که این گروه برای اولین بار در بعد از کودتای ۲۸ مرداد مبتکر آن بود بررسی شده است. قابل ذکر است که یکی از مسائلی که باعث دشواری چاپ این کتاب در دولت نهم و دهم شد، ۶۷۱ مورد اصلاحیه‌ای بود که این کتاب در آن زمان دریافت کرد و نویسنده زیر بار آن نرفت. با روی کار آمدن دولت یازدهم، ممیزیها به حد اقل میزان ممکن رسید و کتاب مجوز گرفت. این کتاب دوازدهمین اثر از مجموعهٔ تئاتر ایران در گذر زمان است که در ۲ جلد ۱۷۹۰ صفحه‌ای به وسیلهٔ انتشارات افراز منتشر شده است و ویرایش و طراحی جلد آن برعهدهٔ یاسین محمدی بوده است.
ترجمه
- زنگ سلامتی، فعالیت‌های مفید پنج الی ده دقیقه‌ای برای کلاس درس: نویسنده جنین ام. دیمارزو، مترجمان ف.ج. سیاوشانی و روح‌الله جعفری، انتشارات بامداد، چاپ اول، بهار ۱۳۹۰

### فیلم‌شناسی
- ۱۳۸۳- زندگی ادامه دارد: داستانی٫ نویسنده و کارگردان
- ۱۳۸۱- شکوه آفرینش: مستند٫ کارگردان
- ۱۳۷۵- گلی در شوره‌زار: داستانی٫ نویسنده و کارگردان
- ۱۳۷۳- یک آرزو، یک گناه، یک میلاد: داستانی ٫ نویسنده و کارگردان[۱۴]

### نمایش‌ها
| سال     | نام                                                                                                   | سمت      | نویسنده                 | مترجم       | جای                           | توضیحات                                                                |
| ------- | --- | -------- | ----------------------- | ----------- | ----------------------------- | ---------------------------------------------------------------------- |
| ۱۳۹۸    | رپرتوار نمایشنامه‌خوانی                                                                                | کارگردان | نُه نمایشنامه‌نویس ایرانی |             | تماشاخانه سنگلج               | برای حمایت از مردم سیل‌زده شهر معمولان استان لرستان (مرداد و شهریور ۹۸) |
| ۱۳۹۷    | ریچارد سوم اجرا نمی‌شود                                                                                | کارگردان | ماتئی ویسنی‌یک           | اصغر نوری   | تالار چهارسو مجموعهٔ تئاتر شهر |                                                                        |
| ۱۳۹۴    | رپرتوار نمایشنامه‌خوانی                                                                                | کارگردان | شش نویسنده مطرحِ جهان    |             | تالار چهارسو مجموعهٔ تئاتر شهر | برای حمایت از هنرمندانِ بیمارِ تئاتر                                     |
| ۱۳۹۲    | نمایشنامه‌خوانی «من چه جوری ممکنه یه پرنده باشم؟»                                                      | کارگردان | ماتئی ویسنی‌یک           |             | تالار حافظ                    | برای حمایت از زلزله‌زدگان بوشهر (اردیبهشت ۱۳۹۲)                         |
| ۹۳–۱۳۹۲ | من چه جوری ممکنه یه پرنده باشم؟                                                                       | کارگردان | ماتئی ویسنی‌یک           | تینوش نظم‌جو | تالار چهارسو                  |                                                                        |
| ۱۳۸۹–۹۰ | تماشاچی محکوم به اعدام                                                                                | کارگردان | ماتئی ویسنی‌یک           | تینوش نظم‌جو | تالار سایه مجموعهٔ تئاترشهر    | شرکت در بیست‌ونهمین جشنوارهٔ بین‌المللی تئاتر فجر، ۲۱ بهمن ۱۳۸۹           |
| ۱۳۸۸    | اسب‌های پشت پنجره                                                                                      | کارگردان | ماتئی ویسنی‌یک           | تینوش نظم‌جو | تالار سایه                    |                                                                        |
| ۱۳۸۵    | شهادت‌خوانی انسان‌های سرگشته‌ای که به بهای اندک مسیح‌شان را به صلیب کشیدند از بهر آن که راست کردار بودند! | کارگردان | روح‌الله جعفری           | -           | تالار قشقایی مجموعهٔ تئاترشهر  | شرکت در دومین همایش آیین‌های عاشورایی، ۲۲ بهمن ۱۳۸۴.                    |
| ۱۳۸۳    | و ناگهان…                                                                                             | کارگردان | روح‌الله جعفری           | -           | خانهٔ نمایش ادارهٔ تئاتر        |                                                                        |
| ۱۳۸۲    | بر فراز ناقوس‌ها                                                                                       | کارگردان | روح‌الله جعفری           | -           | حوزهٔ هنری                     |                                                                        |
| ۱۳۷۹    | بلوط‌ها در مه                                                                                          | کارگردان | روح‌الله جعفری           | -           | دانشکدهٔ هنر و معماری          |                                                                        |
| ۱۳۷۶    | آن که می‌گوید آری، آن که می‌گوید نه                                                                     | کارگردان | برتولت برشت             | مصطفی رحیمی | -                             |                                                                        |
| ۱۳۷۴    | غروب در دیاری غریب                                                                                    | کارگردان | بهرام بیضایی            | -           | -                             |                                                                        |

## جایزه‌ها
- جایزهٔ ویژهٔ هیئت داوران نخستین جشنوارهٔ ملی فیلم دانشجویی صدا و سیما با فیلم «زندگی ادامه دارد» (۱۳۸۳)
- جوان نخبه و برتر عرصهٔ فرهنگ و هنر از سوی سازمان ملی جوانان در جشنوارهٔ حضرت علی‌اکبر (۱۳۸۷)[۲۲]
- دانشجوی نخبه در عرصهٔ فرهنگ و هنر در سومین جشنوارهٔ تجلیل از نخبگان دانشگاه آزاد اسلامی واحد تهران مرکزی (۱۳۸۷)
- جایزهٔ ویژهٔ هیئت داوران سومین جشنوارهٔ ملی فیلم دانشجویی صدا و سیما با تله‌تئاتر «اسب‌های پشت پنجره» (۱۳۸۹)
- اثر برگزیدهٔ همایش ملی جایزهٔ کتاب سال دانشگاه آزاد اسلامی، ابن‌سینا با کتاب «پژوهشی در ترویج فرهنگ تئاتر» (۱۳۹۴)[۲۳]
- پژوهش‌گر برگزیدهٔ انجمن منتقدان و نویسندگان خانهٔ تئاتر ایران (۱۳۹۴)[۲۴]
- پژوهش‌گر برگزیدهٔ انجمن منتقدان و نویسندگان خانهٔ تئاتر ایران (۱۳۹۵)[۲۵]
- شایستهٔ تقدیر در سی‌وپنجمین دورهٔ جایزهٔ کتاب سال جمهوری اسلامی ایران «در گروه هنر و در بخش هنرهای نمایشی» با کتاب «گروه هنر ملی از آغاز تا پایان (۱۳۵۷–۱۳۳۵)» (۱۳۹۶)[۲۶]

## نگارخانه

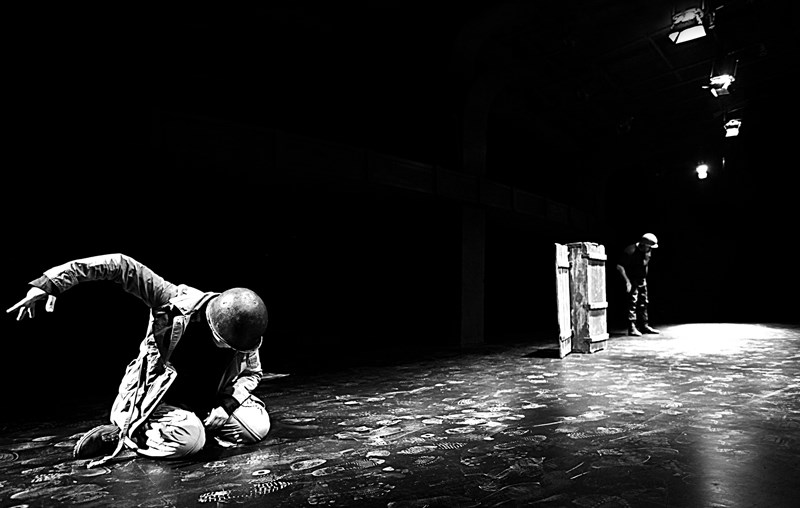
من چه جوری ممکنه یه پرنده باشم؟ بازیگران از راست: رضا بهرامی و مهسا کریم‌زاده
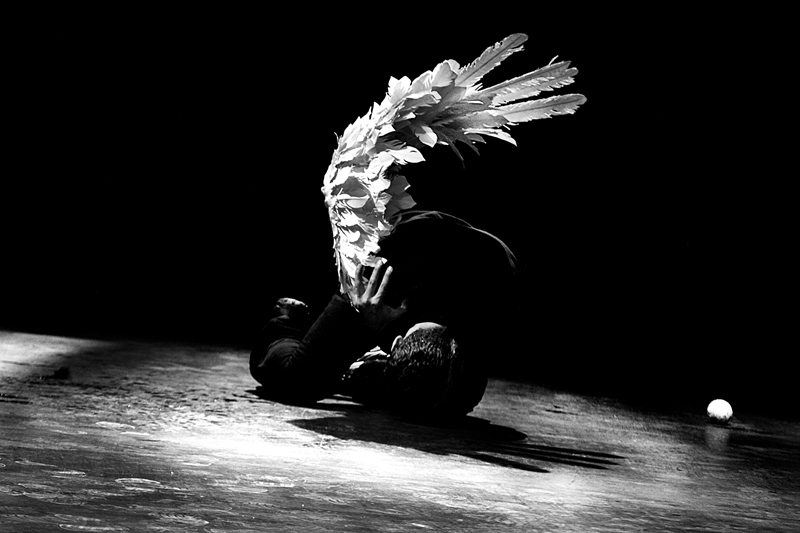
من چه جوری ممکنه یه پرنده باشم؟ بازیگر: مجید رحمتی
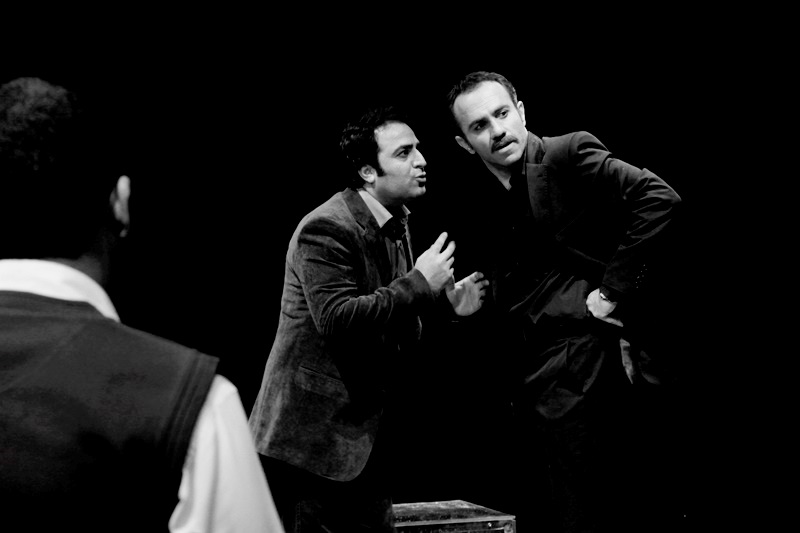
تماشاچی محکوم به اعدام،  بازیگران از راست: فرزین صابونی، رضا بهرامی و روح‌الله جعفری
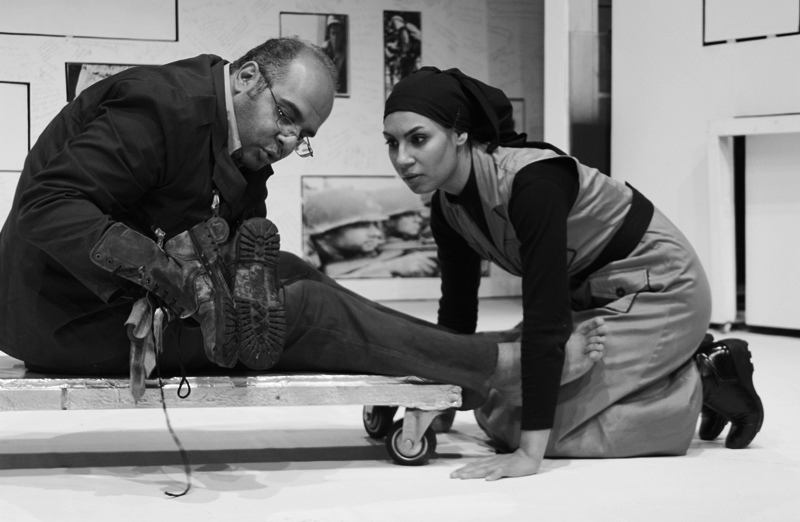
اسب‌های پشت پنجره،  بازیگران از راست: مژگان خالقی، طوفان مهردادیان
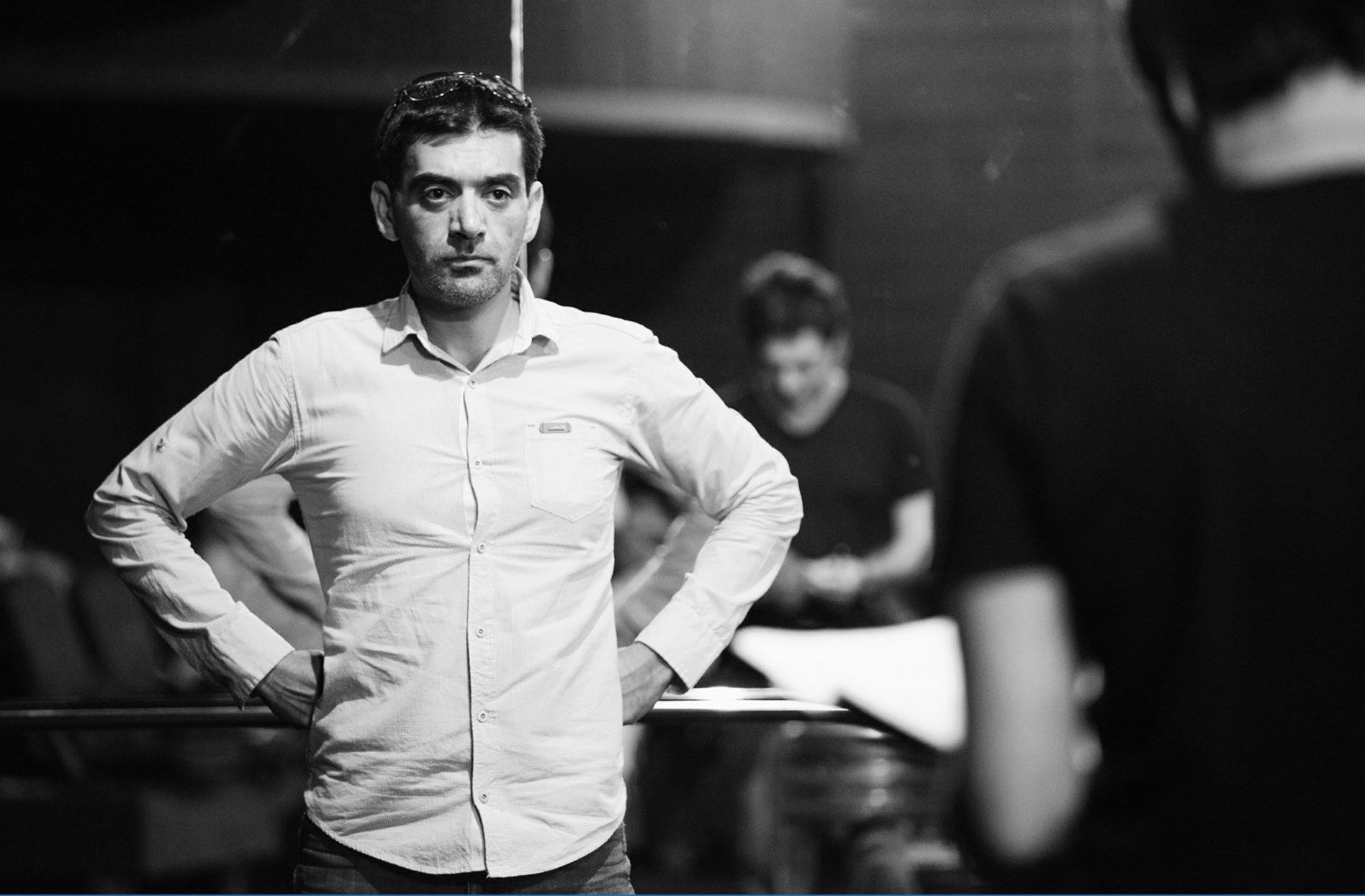
جعفری در سر تمرین نمایش